# Kościół Najświętszego Serca Pana Jezusa w Olsztynku
Kościół Najświętszego Serca Pana Jezusa – jeden z zabytków miasta Olsztynka, w województwie warmińsko-mazurskim. Należy do dekanatu Olsztynek archidiecezji warmińskiej.
Świątynia została zbudowana w latach 1883-1888 przez księdza Pawła Jedzinka, skierowanego do Olsztynka przez biskupa warmińskiego. Budowa została sfinansowana głównie przez warmińskich katolików. W dniu 26 września 1888 roku odbyła się konsekracja świątyni, która otrzymała wezwania: Najświętszego Serca Pana Jezusa i św. Brunona. Uroczystości tej przewodniczył biskup warmiński, Andrzej Thiel. W 1895 roku została reaktywowana parafia rzymskokatolicka. Świątynia jest budowlą, wzniesioną na planie krzyża, murowaną z cegły, pokrytą dachówką ceramiczną. kościół został wzniesiony w stylu neogotyckim, halowy, posiada trzy nawy oraz wielobocznie zamknięte sklepione prezbiterium. Od strony wejścia głównego do świątyni mieści się wysoka wieża, zwieńczona spiczastym dachem, nakrytym blacha miedzianą. Do wyposażenia kościoła należą m.in.: ambona, chrzcielnica, stacje Drogi Krzyżowej, ołtarze i posąg św. Brunona.